# Albertina Sisulu
Nontsikelelo Albertina Sisulu (Transkei, 21 de octubre de 1918 – 2 de junio de 2011) fue una activista anti apartheid y política sudafricana. En 2004 quedó en el puesto 57 en la lista SABC3's Great South Africans. Murió el 2 de junio de 2011 en su casa de Linden, Johannesburgo, Sudáfrica, a los 92.

## Primeros años
Nació como Nontsikelelo Thethiwe en el distrito Tsomo de Transkei el 21 de octubre de 1918, fue la segunda de cinco hijos del matrimonio de Bonilizwe y Monikazi Thethiwe. Su madre sobrevivió a la gripe española, pero se encontraba constantemente enferma y débil por ello. Ello hizo que Sisulu, la hija mayor, asumiera el rol maternal para sus hermanos más pequeños. Por ello faltó a la escuela en algunos periodos lo que provocó que ella fuese dos años mayor que el resto de su clase en su último año de la escuela primaria. Tomó el nombre de Albertina cuando comenzó la escuela en la misión escolar presbiteriana de Xolobe.
Sisulu se destacó en actividades culturales y deportivas, exhibiendo dotes de liderazgo desde pequeña que la llevaron a ser la jefa de su curso en esos cinco años.
Sus compañeros no parecían ser un problema cuando terminó la escuela, pero después, cuando Sisulu entró en una competición para obtener una beca de cuatro años para estudios secundarios, le perjudicaron en la obtención de la misma, aun cuando había alcanzado el primer puesto. Enojados por el tratamiento desigual, los maestros de Sisulu escribieron un artículo en el diario local en lengua, Imvo Zabantsundu, para reclamar la beca para ella. El artículo llamó la atención de unos sacerdotes locales de la misión católica, quienes se contactaron con el padre Bernard Huss del Mariazell. El padre Huss consiguió una beca de secundario de cuatro años para Sisulu en el Mariazell College. The Mnyila family was very happy and celebrated Sisulu's achievement with the entire village, Sisulu recalls that the celebration saying "you would have thought it was a wedding".
En 1936 Sisulu abandonó su pueblo para estudiar en Mariazell College en Matatiele en Eastern Cape, y estudió como pupila bajo un sistema estricto. A pesar de ello, y de que no podía ver seguido a su familia, la oportunidad resultó única, porque le permitía realizar sus estudios secundarios. 
Cuando la escuela secundaria terminó en 1939 Sisulu tuvo que decidir qué hacer. Decidió no casarse para convertirse en profesional y poder ayudar a su familia en su regreso. En Mariazell Sisulu se había convertido al catolicismo, y dado que había decidido no casarse jamás, decidió ser enfermera en la misión, dada la admiración que le provocaban las enfermeras que enseñaban en la escuela. Sin embargo, el padre Huss la disuadió de ser como ellas, dado que estas enfermeras no tenían un salario fijo ni podían moverse de la misión, lo que le impediría ayudar a su familia como deseaba. En lugar de ello la animó de ser simplemente enfermera, una enfermera practicante, a la que pagarían mientras estudia. Atraída por la carrera, mandó solicitudes de ingreso a varias instituciones. Fue aceptada como enfermera practicante en el Hospital de No Europeos del General de Johannesburgo. Luego de pasar Navidad con su familia en Xolobe, partió a Johannesburgo en enero de 1940.

## Educación
Tras quedar huérfana de adolescente, se vio obligada en ayudar al sustento de sus hermanos más pequeños. Abandonó su deseo de ser maestra y dejó Transkei para comenzar prácticas como enfermera en el Hospital de No Europeos de Johannesburgo en 1940, donde pagaban a las enfermeras mientras hacían las prácticas. Se graduó en el Mariazell College en 1939, y decidió dedicarse a la enfermería. Sisulu comenzó a trabajar en Johannesburgo como partera en 1946, a veces caminando para visitar pacientes en los townships.

## Carrera política
Sisulu se involucró políticamente en 1956 participando en la Liga Femenina del Congreso Nacional Africano (ANC) y participó en el lanzamiento de la Carta del Año en ese mismo año. Sisulu fue la única mujer presente en el nacimiento de la Liga Juevenil del CNA. Sisulu formó parte del comité ejecutivo de la Federación de Mujeres de Sudáfrica en 1954. El 9 de agosto de 1956, se sumó con Helen Joseph y Sophia Williams-De Bruyn en una marcha de 20.000 hacia los Union Buildings de Pretoria en protesta contra la decisión del gobierno del apartheid de obligar a las mujeres a llevar pases, como parte de la Ley de pases. "We said, 'nothing doing'. We are not going to carry passes." Ese día es celebrado en la actualidad como Día Nacional de las Mujeres. Pasó tres semanas en prisión antes de ser absuelta de todos los cargos en relación con los pases, teniendo a Nelson Mandela como su abogado. Sisulu se opuso al sistema de educación Bantu, estableciendo una escuela en su casa.
Sisulu fue arrestada [¿cuándo?] cuando su esposo se escapó de la cárcel con un túnel 1963, convirtiéndose en la primera mujer en ser arrestada bajo la General Laws Amendment Act of 1963 dictada en mayo. La ley otorgaba a la policía de detener sospechosos durante 90 días sin ningún cargo. Sisulu fue puesta en confinamiento solitario por cerca de dos meses hasta el 6 de agosto. Subsecuentemente fue presa y liberada en varias ocasiones, pero siguió en los movimientos de resistencia anti apartheid, a pesar de que estos fueron ilegalizados en los años 1960. Fue además copresidenta de la United Democratic Front (UDF) en la década de 1980.
Entre 1984 y hasta su asesinato 1989, Sisulu trabajó con un prominente doctor de Soweto, Abu Baker Asvat, quien le permitió continuar con sus actividades políticas trabajando con él, estando ella presente cuando lo asesinaron. Sisulu consideraba esta relación como de  "madre e hijo", y nunca permitieron que la rivalidad entre UDFy Azapo, de la cual Asvat fue Secretario de Salud, y miembro fundador, interfiera en su amistad o relación de trabajo.
En 1986 recibió la ciudadanía honoraria de Reggio nell′Emilia (Italia), el primer reconocimiento de un país desarrollado otorgado a Sisulu.
En 1989 gestionó la obtención de un pasaporte y lideró la delegaciones de la UDF en el exterior, reuniéndose con Margaret Thatcher y el presidente de Estados Unidos, George HW Bush. En Londres, dirigió el mayor evento de protesta anti-apartheid en ocasión de la visita del líder del Partido Nacional, FW de Klerk. En 1994, fue elegida al primer parlamento democrático, donde sirvió hasta retirarse cuatro años después. Dio el primer discurso en el parlamento, teniendo el honor de nombrar a Nelson Mandela como Presidente de la República de Sudáfrica. Ese año recibió un premio del presidente Mandela.

## Trabajo comunitario
Durante más de 50 años, se dedicó a su fundación, The Albertina Sisulu Foundation, donde trabajaba para mejorar las condiciones de vida de niños y ancianos. Fue galardonada por sus acciones anti apartheid y su trabajo social por el World Peace Council, con sede en Basel, Suiza, que la eligió presidenta entre 1993 y 1996. Reclutaba enfermeras para ir a Tanzania, sustituyendo a las enfermeras británicas que abandonaron el país con la independencia. Las enfermeras sudafricanas salía ilegalmente de Sudáfrica hacia Botsuana, para luego volar a Tanzania.
También fundó The Albertina Sisulu Multipurpose Resource Centre/ASC, conocida después como Albertina Sisulu. Fue fundada bajo el auspicio de la Albertina Sisulu Foundation, organización no gubernamental establecida por la familia Sisulu. Semanas después, ella y Mandela abrieron el Walter Sisulu Pediatric Cardiac Centre for Africa en Johannesburgo, nombrado como su esposa tiempo después por ella. She became a trustee for the centre and helped fundraise for it.
Sisulu y su familia fueron residentes de Orlando West, Soweto, Sudáfrica, cuando esta se creó. Sisulu fue testigo del desarrollo de la comunidad donde su familia vivía, muy atrasada en servicios sociales que, a pesar de las enormes limitaciones, logró importantes avances sociales. 

## Controversia
En 1997, fue llamada ante la Comisión para la verdad y reconciliación, para ayudar a Sudáfrica en la vida post apartheid. Sisulu testificó ante la comisión sobre el grupo Mandela United Football Club, organización vinculada a la esposa de Mandela, Winnie Madikizela-Mandela, acusada de terrorismo en Soweto en la década de 1980. Fue acusada de intentar proteger a Madikizela-Mandela durante las testificaciones, pero su testimonio fue amplio. Ella afirmó que el Mandela United Football Club quemó su casa en represalia por expulsar a unos pandilleros del grupo. También testificó sobre el asesinato de su colega, el doctor de Soweto asesinado y vinculado al grupo.

## Muerte
Sisulu murió en Linden, Johannesburgo a los 92 años el 2 de junio de 2011 mientras se encontraba mirando televisión con su nieto. Según las fuentes periodísticas, cayó enferma, tosiendo sangre, y quienes se apresuraron a la escena fueron incapaces de reanimarla. Le sobrevivían cinco hijos, Max, Mlungisi, Zwelakhe, Lindiwe y Nonkululeko, sus sobrinos, Gerald y Beryl, y 26 nietos y 3 bisnietos.
El presidente Jacob Zuma rindió tributo a Ma Sisulu en el lecho de su muerte. "Mama Sisulu ha sido, por décadas, pilar de rectitud no sólo para su familia, sino para todo el movimiento de libertad, a los que ella crió, consoló, curó y educó a muchos líderes de la Sudáfrica democrática", afirmó Zuma. Sisulu recibió un funeral de Estado y se dispuso izar las banderas a media asta, desde el 4 de junio hasta el día de su entierro.

## Cargos políticos
Fue la copresidenta nacional del partido liberal United Democratic Front en su inicio en 1983. Ingresó a la Liga de Mujeres, de la que fue presidenta suplente, y en 1994 fue elegida al parlamento hasta 1998. Ocupó también el cargo de tesorera en el Congreso Nacional Africano.

## Vida privada
Estuvo casada con el también activista Walter Sisulu (1912–2003). Le conoció en 1941 cuando trabajaba en el Hospital General de Johannesburgo; en ese tiempo él era un joven activista político. Se casaron en 1944 y su boda – él abogado y ella enfermera– se destacó la presencia de Nelson Mandela. También estuvieron presentes Anton Lembede y Evelyn Mase. El matrimonio tuvo cinco hijos, Max Vuyisile, Mlungisi, Zwelakhe, Lindiwe y Nonkululeko, y adoptaron otros cuatro. Una de las hijas adoptadas, Beryl Rose Sisulu, fue embajadora de Sudáfrica en Noruega.

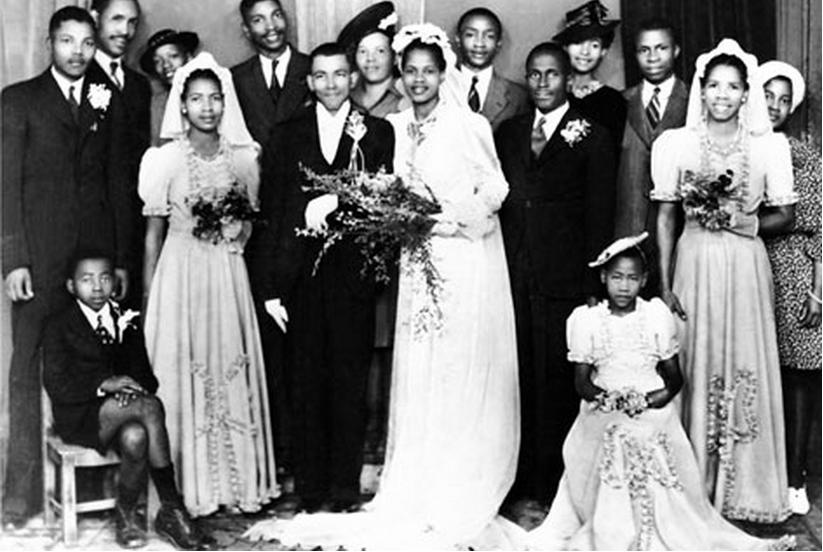
Walter y Albertina Sisulu en su día de bodas con Nelson Mandela y Anton Lembede. Lembede murió en 1947. Evelyn Mase y Lembede están a la izquierda y a la derecha de la novia. Nelson Mandela a lo lejos a la izquierda. Rosabella Sisulu mira hacia fuera de donde está la pareja.

Estuvieron casados por 59 años, hasta que el murió en sus brazos en mayo de 2003, a la edad de 90. Sisulu afirmó de su matrimonio: "I was told that I was marrying a politician and there was no courtship or anything like that." Yet at his funeral their granddaughter read a tribute to him on her behalf:
"Walter, what do I do without you? It was for you who I woke up in the morning, it was for you who I lived... You were taken away by the evils of the past the first time, but I knew you would come back to me. Now the cold hand of death has taken you and left a void in my heart."
Su esposo, Walter Sisulu fue encontrado culpable de alta traición y sabotaje, pero evitó la pena de muerte. Pasó 25 años en prisión en Robben Island junto Nelson Mandela, quien lo había impulsado a entrar al ANC. Cuando su esposo estuvo en Robben Island, Sisulu debió criar a los cinco niños del matrimonio sola. Ella también pasó algunos años en prisión y se le restringió sus movimientos.
Sisulu logró que sus hijos pudiesen estudiar en buenas escuelas de Suaziladia, evitando llevarlos al inferior Sistema de Educación Bantu. Algunos de los hijos de los Sisulu se convirtieron en líderes políticos durante la era democrática de Sudáfrica. Max Sisulu es miembro de la Asamblea Nacional; Mlungisi Sisulu es el presidente de la Walter Sisulu Pediatric Cardiac Foundation y director de Arup Africa. La hija adoptada Beryl Sisulu fue embajadora en Noruega; Lindiwe Sisulu fue entre 2009 y 2012 Ministra de Defensa; Zwelakhe Sisulu (fallecido el 4 de octubre de 2012), fue un importante empresario; y su nuera Elinor Sisulu, casada con Max, es una escritora y defensora de los derechos humanos.
En 2000, la familia difundió que el hijo adoptivo del matrimonio, Gerald Lockman, murió de HIV/Sida.
Su vida se encuentra detallada en la biografía escrita por su nuera Elinor Sisulu, Walter and Albertina Sisulu: In our lifetime.